# André Gomes (futebolista português)
André Filipe Tavares Gomes ComM (Grijó, 30 de julho de 1993) é um futebolista português que atua como volante. Atualmente joga no Lille.

## Carreira

### Início
André Gomes deu seus primeiros passos no futebol nas categorias de base do Porto, até ser dispensado na adolescência. Migrou assim para a Pasteleira e depois para o Boavista, quando revitalizou sua carreira. Logo foi contratado pelo Benfica.

### Benfica
Estreou na equipe principal do Benfica no dia 18 de outubro de 2012, contra o Freamunde, pela Taça de Portugal, marcando inclusive um gol.

### Valencia
Em julho de 2014, André Gomes foi emprestado por um ano ao Valencia. Já no ano seguinte, o português assinou em definitivo por cinco temporadas.

### Barcelona
Após dois anos no Valencia, sendo uma das prioridades de contratação do treinador Luis Enrique, foi contratado pelo Barcelona em julho de 2016 e assinou por cinco temporadas. Apesar de sua polivalência, não conseguiu a titularidade e em algumas partidas chegou a ser vaiado.
Em março de 2018, admitiu que seu rendimento em campo estava abaixo das expectativas e, por conta da pressão que vivia, mais de uma vez não quis sair de casa por vergonha. Após a entrevista, o jogador chegou a ser aplaudido por alguns torcedores no Camp Nou.

### Everton
No dia 9 de agosto de 2018, foi cedido pelo Barcelona por empréstimo ao Everton por uma temporada.
Foi adquirido em definitivo pelos Toffees no dia 25 de junho de 2019, por 25 milhões de euros, firmando um contrato de cinco anos. No dia 3 de novembro, durante uma partida contra o Tottenham, válida pela Premier League, André Gomes sofreu uma grave lesão no tornozelo após receber um carrinho do sul-coreano Son Heung-min. O volante só retornou aos gramados no dia 23 de fevereiro de 2020, numa derrota por 3–2 contra o Arsenal.
Em maio de 2024, com seu contrato chegando ao fim, a diretoria comunicou que André Gomes deixaria o Everton no final da temporada. O jogador português, que sempre conviveu com lesões e problemas físicos nos Toffees, realizou mais de 100 partidas pelo clube.

### Lille
André Gomes foi emprestado ao Lille, da França, em setembro de 2022.

## Seleção Nacional
Após ter defendido Portugal nas categorias de base, André Gomes estreou pela Seleção Portuguesa principal no dia 7 de setembro de 2014, contra a Albânia, em partida válida pelas Eliminatórias da Euro 2016. Posteriormente foi convocado para a Eurocopa de 2016, realizada na França. Em consequência, no dia 10 de julho de 2016 foi feito Comendador da Ordem do Mérito por ocasião da conquista do título.

## Títulos
Benfica
- Primeira Liga: 2013–14
- Taça de Portugal: 2013–14
- Taça da Liga: 2013–14

Barcelona
- Supercopa da Espanha: 2016
- Copa do Rei: 2016–17 e 2017–18
- La Liga: 2017–18

Seleção Portuguesa
- Eurocopa: 2016

### Prêmios individuais
- Equipe do torneio da Eurocopa Sub-19 de 2012[17]